# Searching for the Simple Life
Searching for the Simple Life è l'album di debutto del gruppo musicale britannico Eight Legs, pubblicato nel 2007.

## Tracce
1. Wear That Shirt
2. Vicious
3. Freaking Out The Neighbours
4. Eight Legs
5. Simple Life
6. Pass The Bucket
7. Tell Me What Went Wrong
8. Spilt Milk
9. Blood Sweat Tears
10. Can't Slow Down
11. These Grey Days